# جون ديريك (لاعب كريكت)
جون ديريك (15 يناير 1963 - 22 مارس 2017) (بالإنجليزية: John Derrick)‏ هو لاعب كريكت نيوزلندي. شارك مع فريق ويلز الوطني للكريكيت ‏.

## وصلات خارجية
- جون ديريك على موقع إي آس بي آن كريك إنفو (الإنجليزية)